# Instrumentellt värde
Att något (ett ting, en egenskap, ett förhållande, etc.) har instrumentellt värde betyder att det har ett värde i kraft av de effekter som det ger upphov till. Instrumentellt värde är skiljt från intrinsikalt eller inneboende värde, men en och samma sak kan ha både instrumentellt värde och intrinsikalt/inneboende värde. De effekter som ger något ett instrumentellt värde kan i sin tur ha antingen intrinsikalt eller instrumentellt värde (eller både och).
Exempel: Glass har ett instrumentellt värde. Det är inget självändamål att äta glass, men det är gott och får mig att må bra. Att må bra, skulle många anse, har ett intrinsikalt värde.
Extrinsikalt värde är en filosofisk term som betecknar entiteter som inte är intrinsikalt värdefulla. Med andra ord är någonting som är extrinsikalt värdefullt inte värdefullt i sig utan endast i förhållande till någonting annat. Vissa filosofer har velat likställa extrinsikalitet med instrumentalitet, andra har dock motsatt sig detta.